# Rimska cesta na predjelu Klapavice – Kurtovići
Rimska cesta na predjelu Klapavice – Kurtovići, arheološko nalazište u Klisu i Dugopolju, zaštićeno kulturno dobro

## Opis
Vrijeme nastanka: 1. do 7. stoljeće. Arheološko nalazište – dionica rimske ceste na predjelu Klapavice –Kurtovići u Klisu i Dugopolju obuhvaća 2 km rimske ceste koja je iz Salone preko Klisa i dugopoljske visoravni vodila u unutrašnjost Dalmacije. Cestu je prvom desetljeću prvog stoljeća sagradio carski namjesnik Publije Kornelije Dolabela (14. – 20. g. po. Kr.), a to je ujedno bila i prva cesta sagrađena na ovom prostoru. Razlog za gradnju bio je uglavnom vojne prirode kako bi se što prije uklonile posljedice velikog Batonovog ustanka i uspostavila rimska vlast u zaleđu Dalmacije. Cesta je bila u upotrebi do 7. stoljeća te je u tom periodu često bila popravljana i nadograđivana sporednim pravcima.

## Zaštita
Pod oznakom Z-6594 zavedeno je kao nepokretno kulturno dobro - pojedinačno, pravna statusa zaštićena kulturnog dobra, klasificirano kao "arheološka baština".